# جون ويليام أتكينسون
جون ويليام أتكينسون (بالإنجليزية: John William Atkinson) كان عالم نفس أمريكيًا رائدًا في الدراسة العلمية للدوافع البشرية والإنجاز والسلوك. كان من قدامى المحاربين في الحرب العالمية الثانية، ومعلمًا، وباحثًا، وعضوًا طويل الأمد في مجتمع جامعة ميشيغان.
كان أتكينسون رائدًا في ترسيخ الدافع كمجال دراسي متميز في أبحاث علم النفس. وقد غذى اعتقاده بأن التقدم العلمي يأتي من الاختراقات المفاهيمية صياغته وإعادة صياغة نظرية الدافع. كان من أوائل علماء النفس الذين دمجوا نماذج رياضية صارمة في نظرياته واستخدموا المحاكاة الحاسوبية لهذه النماذج للتجريب. كما أدرك أهمية القياس في العلوم، وحافظ على اهتمامه طوال حياته المهنية بتحسين مقاييس الدافع من خلال تحليل محتوى الفكر الخيالي باستخدام، على سبيل المثال، اختبار الإدراك الموضوعي الذي طوره بالاشتراك مع ديفيد سي ماكليلاند. يقيس نظام التسجيل الذي طوره ماكليلاند وأتكينسون درجة الفرد لكل من احتياجات الإنجاز والانتماء والقوة. يمكن استخدام هذه النتيجة لاقتراح أنواع الوظائف التي قد يكون الشخص مناسبًا لها.
في عام 1979، حصل على أعلى جائزة من الجمعية الأمريكية لعلم النفس، الميدالية الذهبية للمساهمات العلمية المتميزة.

## السيرة الذاتية
ولد أتكينسون في جيرسي سيتي، نيو جيرسي، لفرانك جي وولهيلمينا -ميني- أتكينسون. التحق بالمدارس العامة في أوراديل، وتخرج من مدرسة دوايت مورو الثانوية في إنجلوود، نيو جيرسي. التحق بسلاح الجو الأمريكي، وحصل على أجنحته في عام 1944. عمل كمدرب طيران آلي متقدم للتدريب المتقدم على المحركات المزدوجة، سلاح الجو للجيش (AAF) في مودي فيلد، فالدوستا، جورجيا، بما في ذلك طائرات القاذفة B-24 وB-25.
بعد حصوله على أجنحته (إكماله تعليمه كطيار)، تزوج جاك من حبيبته في المدرسة الثانوية ماري جين وانتا في عام 1944 في ماكون، جورجيا.
بعد الحرب، أكمل أتكينسون درجة البكالوريوس في علم النفس مع مرتبة الشرف في جامعة ويسليان، وتخرج في منتصف العام الدراسي 1946-1947. بصفته محاضرًا في جامعة ويسليان، بدأ في متابعة اهتماماته في البحث الأساسي حول إثارة الاحتياجات والسلوك البشري بدعم مالي من مكتب البحوث البحرية والتعاون مع ديفيد ماكليلاند. حصل أتكينسون على الدكتوراه في علم النفس عام 1950 في جامعة ميشيغان. دعي للانضمام إلى هيئة التدريس بجامعة ميشيغان في قسم علم النفس حيث بقي طوال حياته المهنية (1950 - 1985).
كان أتكينسون مكرسًا لتدريس الطلاب الجامعيين طوال حياته المهنية. بصفته أحد المؤسسين الأصليين لبرنامج الشرف بجامعة ميشيغان في كلية الأدب والعلوم والفنون، عزز أتكينسون فرصًا فريدة وأنشأ دورات متعددة التخصصات لتحدي الطلاب الجامعيين. ألف وحرر العديد من الكتب والمقالات حول الدراسة العلمية للدوافع البشرية والإنجاز والسلوك. ترجمت العديد من كتبه إلى لغات أخرى، بما في ذلك الروسية والألمانية والإسبانية. امتدت أعماله النظرية والتجريبية لعقود من الزمن وأفرزت العديد من الدكتوراه.
انتخب أتكينسون زميلًا في الأكاديمية الأمريكية للفنون والعلوم في عام 1979. تشمل الجوائز والأوسمة الأخرى زمالة جوجنهايم (1960)، والمشاركة مرتين كزميل في مركز الدراسات المتقدمة في العلوم السلوكية بجامعة ستانفورد، وزميل الجمعية الأمريكية لعلم النفس، ودكتوراه فخرية من جامعة الرور، ألمانيا، وجائزة خريجي جامعة ويسليان المتميزين، وجمعية العلوم النفسية: جائزة وليام جيمس للزميل، وأعلى جائزة من الجمعية الأمريكية لعلم النفس، الميدالية الذهبية للمساهمة العلمية المتميزة. كرم أتكينسون عند تقاعده بندوة خاصة في الجامعة جمعت عددًا من طلابه السابقين وزملائه الذين تحدثوا عن إلهامه ومساهماته في علم الدافع البشري. عين أستاذًا فخريًا في عام 1985.
أصر أتكينسون على السلوك الأخلاقي وقدر الحريات الأساسية التي تأسست عليها الولايات المتحدة. كان تعبيرًا عن دعمه للصحافة الحرة هو دوره كعضو في مجلس إدارة صحيفة ميشيغان ديلي خلال الستينيات المضطربة. في أوائل السبعينيات، أدت معتقداته إلى غضبه من سلوك الرئيس ريتشارد نيكسون، الذي اعتبره تهديدًا للحرية والعدالة. نظم وقاد اجتماعات ومظاهرات عامة تندد بالرئيس نيكسون وروج بقوة لعزل نيكسون من قبل الكونجرس.